# Interestatal 280 (Illinois-Iowa)
La Interestatal 280 (abreviada I-280) es una autopista interestatal ubicada en los estados de Illinois y Iowa. La autopista inicia en el sur desde la I 80  , US 6   en Davenport hacia el norte en la I 74  , I 80   en Colona. La autopista tiene una longitud de 43,4 km (26.98 mi).

## Mantenimiento
Al igual que las carreteras estatales, las carreteras federales, la Interestatal 280 es administrada y mantenida por el Departamento de Transporte de Illinois por sus siglas en inglés IDOT.

## Cruces
La Interestatal 280 es atravesada principalmente por la US 6  , US 61 , I 74 .